# Jerzy Potulicki-Skórzewski
Jerzy Potulicki-Skórzewski, född 27 juli 1894 i Kaltenleutgeben, död 15 augusti 1950 i Abidjan, var en polsk bobåkare. Han deltog vid olympiska vinterspelen 1928 i Sankt Moritz och placerade sig på 17:e plats.

## Fotnoter
1. 1 2  Roglo, person-ID på Roglo: p=jerzy;n=potulicki+skorzewski.[källa från Wikidata]